# Puchar Kontynentalny 2008/2009
W sezonie 2008/2009 finał Pucharu Kontynentalnego odbył się w dniach 16–18 stycznia 2009 w Rouen. Zwycięzcą został klub MHC Martin. Losowanie grup odbyło się 14 czerwca 2008 w Budapeszcie. Obrońca pucharu, Ak Bars Kazań, nie brał udziału w rozgrywkach.

## I runda

### Grupa A
Mecze grupy A odbyły się w dniach 19–21 września 2008 w Nowym Sadzie w Serbii.
Drużyny biorące udział:
- HK Vojvodina Nowy Sad (gospodarz)
- Dundalk Bulls
- KHL Mladost Zagrzeb
- Slawia Sofia

Tabela
Lp. = lokata, M = liczba rozegranych spotkań, W = Wygrane, WpD = Wygrane po dogrywce lub karnych, PpD = Porażki po dogrywce lub karnych, P = Porażki, G+ = Gole strzelone, G- = Gole stracone, Pkt = Liczba zdobytych punktów
| Lp. | Zespół                | M | Pkt | W | WpD | PpD | P | G + | G - | +/- |
| --- | --------------------- | - | --- | - | --- | --- | - | --- | --- | --- |
| 1   | HK Vojvodina Nowy Sad | 3 | 7   | 2 | 0   | 1   | 0 | 12  | 8   | +4  |
| 2   | KHL Mladost Zagrzeb   | 3 | 6   | 2 | 0   | 0   | 1 | 25  | 10  | +15 |
| 3   | Dundalk Bulls         | 3 | 3   | 1 | 0   | 0   | 2 | 12  | 21  | -9  |
| 4   | Slawia Sofia          | 3 | 2   | 0 | 1   | 0   | 2 | 11  | 21  | -10 |

Mecze
| 19 września 2008 | KHL Mladost Zagrzeb | 13:4 | Dundalk Bulls | Spens Sports Center, Nowy Sad |

| Godzina: 16:00 | M. Novak 02:06 (PP) I. Jačmenjak 03:16 (PP) D. Kadić 17:05 (EQ) M. Smerdelj 23:23 (SH) J. Kučera 24:35 (SH) D. Jakovac 27:59 (EQ) T. Čunko 30:05 (EQ) M. Novak 34:07 (PP) N. Trstenjak 36:27 (PP) D. Božić 37:55 (PP) I. Jačmenjak 40:25 (PP) A. Voucko 49:29 (EQ) J. Kučera 55:48 (EQ) | (3:1, 7:3, 3:0) | 05:09 (PP) E. Hogberg 22:05 (PP) V. Lukoševičius 29:13 (PP) E. Hogberg 33:48 (SH) E. Hogberg | Widzów: 60 Sędzia główny: Daniel Stricker |

| 19 września 2008 | HK Vojvodina Nowy Sad | 4:5 pk. | Slawia Sofia | Spens Sports Center, Nowy Sad |

| Godzina: 19:30 | P. Poprawko 06:12 (EQ) P. Poprawko 19:45 (EQ) B. Mamić 24:45 (EQ) P. Milosavljević 34:55 (EQ) | (2:2, 2:1, 0:1, 0:0, 0:1) | 15:01 (PP) R. Stefanow 18:33 (EQ) S. Muchaczow 31:54 (EQ) S. Muchaczow 55:22 (PP) P. Chadżitonew 65:00 (PS) R. Stefanow | Widzów: 400 |

| 20 września 2008 | Slawia Sofia | 2:11 | KHL Mladost Zagrzeb | Spens Sports Center, Nowy Sad |

| Godzina: 16:00 | G. Mładenow 51:42 (PP) R. Asenow 54:40 (EQ) | (0:3, 0:2, 2:6) | 00:15 (EQ) M. Novak 01:35 (EQ) I. Jačmenjak 09:24 (PP) J. Kučera 27:42 (PP) I. Jačmenjak 32:43 (PP) I. Jačmenjak 42:02 (EQ) D. Kadić 46:52 (EQ) M. Novak 50:12 (EQ) M. Novak 51:06 (SH) A. Voucko 54:01 (EQ) H. Božić 58:39 (EQ) D. Kadić | Widzów: 20 |

| 20 września 2008 | Dundalk Bulls | 2:4 | HK Vojvodina Nowy Sad | Spens Sports Center, Nowy Sad |

| Godzina: 19:00 | M. Labudda 12:25 (PP) E. Hogberg 47:25 (EQ) | (1:0, 0:1, 1:3) | 38:42 (EQ) B. Mamić 43:04 (EQ) J. Klokner 50:48 (EQ) K. Zettler 57:57 (SH) P. Milosavljević | Widzów: 100 |

| 21 września 2008 | Dundalk Bulls | 6:4 | Slawia Sofia | Spens Sports Center, Nowy Sad |

| Godzina: 16:00 | V. Lukoševičius 10:40 (EQ) E. Hogberg 17:03 (PP) T. Blanchard 32:51 (EQ) V. Lukoševičius 33:09 (EQ) S. Wachowski 41:55 (EQ) V. Lukoševičius 48:47 (PP) | (2:0, 2:3, 2:1) | 21:29 (PP) S. Muchaczow 36:47 (EQ) I. Sławow 37:38 (PP) P. Chadżitonew 51:13 (SH) S. Muchaczow | Widzów: 20 |

| 20 września 2008 | HK Vojvodina Nowy Sad | 4:1 | KHL Mladost Zagrzeb | Spens Sports Center, Nowy Sad |

| Godzina: 19:00 | K. Zettler 14:05 (EQ) P. Poprawko 34:54 (EQ) P. Milosavljević 35:14 (EQ) P. Poprawko 38:17 (EQ) | (1:0, 3:0, 0:1) | 51:43 (EQ) J. Kučera | Widzów: 400 Sędzia główny: Daniel Stricker |

## II runda

### Grupa B
Mecze grupy B odbyły się w dniach 17–19 października 2008 w Elektrenach na Litwie.
IIHF, po losowaniu grup, organizację turnieju powierzył Litwinom. Z powodu kłopotami z przygotowaniem lodowiska, IIHF początkiem września przeniósł turniej do Krakowa. Tydzień później, z powodu remontu krakowskiego lodowiska, IIHF ponownie przyznał organizację turnieju litewskiej drużynie.
Drużyny biorące udział:
- Cracovia
- SC Energija (gospodarz)
- Sokił Kijów
- Tilburg Trappers

Tabela
Lp. = lokata, M = liczba rozegranych spotkań, W = Wygrane, WpD = Wygrane po dogrywce lub karnych, PpD = Porażki po dogrywce lub karnych, P = Porażki, G+ = Gole strzelone, G- = Gole stracone, Pkt = Liczba zdobytych punktów
| Lp. | Zespół           | M | Pkt | W | WpD | PpD | P | G + | G - | +/- |
| --- | ---------------- | - | --- | - | --- | --- | - | --- | --- | --- |
| 1   | Sokił Kijów      | 3 | 9   | 3 | 0   | 0   | 0 | 19  | 8   | +11 |
| 2   | Cracovia         | 3 | 6   | 2 | 0   | 0   | 1 | 11  | 10  | +1  |
| 3   | SC Energija      | 3 | 3   | 1 | 0   | 0   | 2 | 9   | 14  | -5  |
| 4   | Tilburg Trappers | 3 | 0   | 0 | 0   | 0   | 3 | 9   | 16  | -7  |

Mecze
| 17 października 2008 | Sokił Kijów | 6:3 | Tilburg Trappers | Ledo rūmai, Elektreny |

| Godzina: 13:00 | J. Pastuch 04:54 (PP) W. Łachmatow 09:01 (PP) O. Jakowenko 23:15 (SH) J. Pastuch 24:40 (EQ) D. Tołkunow 27:22 (EQ) J. Pastuch 55:35 (EQ) | (2:1, 3:2, 1:0) | 17:38 (PP) D. Nichols 29:31 (PP) M. Smith 30:30 (PP) L. Monych | Widzów: 720 Sędzia główny: Siergiej Gusiew |

| 17 października 2008 | Cracovia | 3:2 | SC Energija | Ledo rūmai, Elektreny |

| Godzina: 16:30 | M. Badžo 19:14 (EQ) M. Piotrowski 31:44 (EQ) M. Skinnari 45:54 (EQ) | (1:1, 1:1, 1:0) | 09:32 (EQ) T. Kumeliauskas 27:55 (EQ) R. Aļikonis | Widzów: 980 Sędzia główny: Viktor Trilar |

| 18 października 2008 | Tilburg Trappers | 1:4 | Cracovia | Ledo rūmai, Elektreny |

| Godzina: 13:00 | B. Willemse 30:55 (PP) | (0:1, 1:1, 0:2) | 14:02 (PP) S. Kowalówka 28:18 (EQ) S. Kowalówka 47:25 (PP) F. Drzewiecki 58:50 (EQ) S. Kowalówka | Widzów: 980 Sędzia główny: Robin Šír |

| 18 października 2008 | SC Energija | 1:6 | Sokił Kijów | Ledo rūmai, Elektreny |

| Godzina: 16:30 | T. Kumeliauskas 17:42 (EQ) | (1:1, 0:2, 0:3) | 07:44 (SH) W. Awierkin 32:59 (SH) O. Matwijczuk 39:29 (EQ) O. Szafarenko 42:37 (PP) O. Matwijczuk 53:43 (PP) J. Pastuch 57:32 (PP) J. Pastuch | Widzów: 1752 Sędzia główny: Viktor Trilar |

| 19 października 2008 | Sokił Kijów | 7:4 | Cracovia | Ledo rūmai, Elektreny |

| Godzina: 13:00 | J. Diaczenko 08:18 (EQ) J. Diaczenko 13:07 (PP) R. Małow 22:26 (PP) O. Matwijczuk 22:41 (EQ) D. Tołkunow 26:27 (EQ) W. Łachmatow 30:31 (EQ) D. Tołkunow 38:21 (EQ) | (2:0, 5:3, 0:1) | 29:04 (EQ) T. Cieślicki 31:25 (EQ) M. Dudáš 36:55 (EQ) M. Radwański 55:42 (EQ) M. Badžo | Widzów: 670 Sędzia główny: Siergiej Gusiew |

| 19 października 2008 | SC Energija | 6:5 | Tilburg Trappers | Ledo rūmai, Elektreny |

| Godzina: 16:30 | Š. Kuliešius 12:34 (PP) A. Bosas 19:56 (EQ) D. Kulevičius 32:19 (PP) T. Kumeliauskas 38:52 (EQ) T. Kumeliauskas 54:42 (PP) T. Kumeliauskas 55:34 (PP) | (2:1, 2:3, 2:1) | 16:13 (EQ) L. Monych 21:29 (EQ) B. Teunissen 30:41 (PP) D. Bat 38:13 (EQ) B. Willemse 59:57 (EQ) B. Teunissen | Widzów: 1971 Sędzia główny: Robin Šír |

### Grupa C
Mecze grupy C odbyły się w dniach 17–19 października 2008 w Miercurea-Ciuc w Rumunii.
Drużyny biorące udział:
- SC Miercurea Ciuc (gospodarz)
- Dunaújvárosi Acélbikák
- CG Puigcerdá
- HK Vojvodina Nowy Sad (zwycięzca grupy A)

Tabela
Lp. = lokata, M = liczba rozegranych spotkań, W = Wygrane, WpD = Wygrane po dogrywce lub karnych, PpD = Porażki po dogrywce lub karnych, P = Porażki, G+ = Gole strzelone, G- = Gole stracone, Pkt = Liczba zdobytych punktów
| Lp. | Zespół                 | M | Pkt | W | WpD | PpD | P | G + | G - | +/- |
| --- | ---------------------- | - | --- | - | --- | --- | - | --- | --- | --- |
| 1   | Dunaújvárosi Acélbikák | 3 | 9   | 3 | 0   | 0   | 0 | 20  | 6   | +14 |
| 2   | SC Miercurea Ciuc      | 3 | 6   | 2 | 0   | 0   | 1 | 21  | 6   | +15 |
| 3   | CG Puigcerdá           | 3 | 3   | 1 | 0   | 0   | 2 | 8   | 25  | -17 |
| 4   | HK Vojvodina Nowy Sad  | 3 | 0   | 0 | 0   | 0   | 3 | 10  | 22  | -12 |

Mecze
| 17 października 2008 | Dunaújvárosi Acélbikák | 8:4 | HK Vojvodina Nowy Sad | Vákár Lajos, Miercurea-Ciuc |

| Godzina: 16:00 | Z. Azari 03:10 (EQ) Z. Szilassy 04:38 (EQ) Z. Azari 14:35 (EQ) A. Hegyi 15:06 (PP) I. Peterdi 21:41 (PP) N. Galanisz 33:00 (PP) Z. Azari 38:35 (PP) V. Papp 49:22 (EQ) | (4:0, 3:2, 1:2) | 22:04 (EQ) M. Blinow 31:17 (PP) L. Vadrna 52:45 (PP) P. Poprawko 54:05 (EQ) B. Mamić | Widzów: 50 Sędzia główny: Serhij Drongowskij |

| 17 października 2008 | CG Puigcerdá | 1:12 | SC Miercurea Ciuc | Vákár Lajos, Miercurea-Ciuc |

| Godzina: 19:30 | N. Rasmussen 54:33 (PP) | (0:5, 0:4, 1:3) | 02:47 (EQ) L. Elekes 10:35 (EQ) P. Filip 11:19 (PP) P. Wallenberg 15:34 (EQ) L. Hozó 17:13 (EQ) J. Ramstedt 22:31 (EQ) S. Szõcs 26:34 (EQ) J. Ramstedt 28:01 (EQ) P. Filip 38:14 (PP) Z. Zerkula 43:02 (EQ) E. Szõcs 48:15 (PP) E. Szõcs 51:54 (EQ) E. Szõcs | Widzów: 300 Sędzia główny: Yves Bekkers |

| 18 października 2008 | Dunaújvárosi Acélbikák | 8:1 | CG Puigcerdá | Vákár Lajos, Miercurea-Ciuc |

| Godzina: 16:00 | P. Misál 00:47 (EQ) N. Galanisz 14:42 (PP) Z. Szilassy 16:21 (EQ) N. Galanisz 28:32 (EQ) I. Mestyán 36:45 (SH) I. Peterdi 39:55 (PP) I. Mestyán 56:12 (PP) D. Kiss 59:09 (EQ) | (3:0, 3:1, 2:0) | 34:24 (PP) T. Tatar | Widzów: 50 Sędzia główny: Scanacarpa |

| 18 października 2008 | SC Miercurea Ciuc | 8:1 | HK Vojvodina Nowy Sad | Vákár Lajos, Miercurea-Ciuc |

| Godzina: 19:30 | P. Ordzovenský 02:42 (PP) R. Péter 08:26 (PP) I. Sprencz 12:52 (PP) L. Zsók 14:49 (EQ) P. Wallenberg 17:15 (PP) R. Péter 54:20 (SH) E. Moldován 55:04 (EQ) O. Bíró 55:43 (EQ) | (5:0, 0:1 3:0) | 23:20 (PP) M. Blinow | Widzów: 400 Sędzia główny: Serhij Drongowskij |

| 19 października 2008 | HK Vojvodina Nowy Sad | 5:6 | CG Puigcerdá | Vákár Lajos, Miercurea-Ciuc |

| Godzina: 16:00 | M. Blinow 04:25 (SH) B. Mamić 06:25 (EQ) K. Zettler 16:53 (SH) M. Blinow 32:41 (EQ) M. Blinow 37:05 (EQ) | (3:3, 2:2, 0:1) | 01:34 (SH) D. Ortega 04:45 (PP) M. Cmunt 17:16 (EQ) D. Ortega 33:43 (PP) M. Cmunt 37:33 (EQ) M. Cmunt 50:01 (EQ) S. Barnola | Widzów: 75 Sędzia główny: Yves Bekkers |

| 19 października 2008 | SC Miercurea Ciuc | 1:4 | Dunaújvárosi Acélbikák | Vákár Lajos, Miercurea-Ciuc |

| Godzina: 19:30 | S. Szõcs 34:57 (PP) | (0:0, 1:3 0:1) | 21:47 (EQ) I. Peterdi 23:52 (EQ) I. Mestyán 27:08 (PP) Á. Hegyi 52:57 (PP) Z. Szilassy | Widzów: 850 Sędzia główny: Scanacarpa |

## III runda

### Grupa D
Mecze grupy D odbyły się w dniach 21–23 listopada 2008 w Lipawie na Łotwie.
Drużyny biorące udział:
- Liepājas Metalurgs (gospodarz)
- HK Keramin Mińsk
- Gorniak Rudnyj
- Sokił Kijów (zwycięzca grupy B)

Tabela
Lp. = lokata, M = liczba rozegranych spotkań, W = Wygrane, WpD = Wygrane po dogrywce lub karnych, PpD = Porażki po dogrywce lub karnych, P = Porażki, G+ = Gole strzelone, G- = Gole stracone, Pkt = Liczba zdobytych punktów
| Lp. | Zespół             | M | Pkt | W | WpD | PpD | P | G + | G - | +/- |
| --- | ------------------ | - | --- | - | --- | --- | - | --- | --- | --- |
| 1   | HK Keramin Mińsk   | 3 | 6   | 2 | 0   | 0   | 1 | 11  | 6   | +5  |
| 2   | Sokił Kijów        | 3 | 6   | 2 | 0   | 0   | 1 | 12  | 7   | +5  |
| 3   | Liepājas Metalurgs | 3 | 6   | 2 | 0   | 0   | 1 | 10  | 8   | +2  |
| 4   | Gorniak Rudnyj     | 3 | 0   | 0 | 0   | 0   | 3 | 4   | 16  | -12 |

Mecze
| 21 listopada 2008 | Sokił Kijów | 4:2 | HK Keramin Mińsk | Ledus halle, Lipawa |

| Godzina: 15:00 | O. Szafarenko 04:06 (EQ) W. Łytwynenko 19:06 (EQ) W. Awierkin 32:56 (PP) R. Małow 39:11 (PP) | (2:0, 2:2, 0:0) | 26:35 (PP) I. Chafizow 31:42 (EQ) I. Andriuszczenko | Widzów: 150 Sędzia główny: Aleksi Rantala Sędziowie liniowi: Owe Luthcke |

| 21 listopada 2008 | Liepājas Metalurgs | 5:2 | Gorniak Rudnyj | Ledus halle, Lipawa |

| Godzina: 19:00 | E. Brahmanis 00:26 (EQ) M. Grāvītis 17:57 (EQ) D. Pliskauskas 29:00 (EQ) M. Grāvītis 39:13 (EQ) G. Skvorcovs 42:36 (EQ) | (2:1, 2:0, 1:1) | 15:21 (PP) W. Kassichin 54:10 (EQ) A. Nikonow | Widzów: 680 Sędzia główny: Martin Frano Sędziowie liniowi: Juraj Konc |

| 22 listopada 2008 | HK Keramin Mińsk | 4:0 | Gorniak Rudnyj | Ledus halle, Lipawa |

| Godzina: 15:00 | O. Błahy 10:37 (EQ) D. Igoszyn 26:54 (EQ) A. Glebow 31:10 (PP) A. Glebow 51:11 (EQ) | (1:0, 2:0, 1:0) |  | Widzów: 120 Sędzia główny: Martin Frano Sędziowie liniowi: Owe Luthcke |

| 22 listopada 2008 | Sokił Kijów | 1:3 | Liepājas Metalurgs | Ledus halle, Lipawa |

| Godzina: 19:00 | O. Matwijczuk 55:18 (PP) | (0:0, 0:2, 1:1) | 27:16 (PP) M. Grāvītis 29:03 (PP) V. Mamonovs 40:55 (EQ) E. Brahmanis | Widzów: 890 Sędzia główny: Aleksi Rantala Sędziowie liniowi: Juraj Konc |

| 23 listopada 2008 | Gorniak Rudnyj | 2:7 | Sokił Kijów | Ledus halle, Lipawa |

| Godzina: 15:00 | W. Kassichin 32:50 (EQ) J. Lapunow 59:07 (EQ) | (0:3, 1:1, 1:3) | 03:05 (PP) W. Awierkin 10:56 (EQ) R. Małow 13:37 (EQ) O. Matwijczuk 33:03 (EQ) O. Szafarenko 43:32 (PP) W. Lutkewycz 56:50 (EQ) O. Szafarenko 58:39 (EQ) O. Matwijczuk | Widzów: 70 Sędzia główny: Juraj Konc Sędziowie liniowi: Owe Luthcke |

| 23 listopada 2008 | Liepājas Metalurgs | 2:5 | HK Keramin Mińsk | Ledus halle, Lipawa |

| Godzina: 19:00 | A. Smirnovs 04:36 (PP) A. Smirnovs 53:53 (PP) | (1:3, 0:1, 1:1) | 01:04 (EQ) A. Piermiakow 08:00 (PP) I. Chafizow 16:02 (SH) D. Szulga 29:07 (EQ) J. Baukin 57:02 (EQ) I. Chafizow | Widzów: 959 Sędzia główny: Aleksi Rantala Sędziowie liniowi: Martin Frano |

### Grupa E
Mecze grupy E odbyły się w dniach 21–23 listopada 2008 w Bolzano we Włoszech
Drużyny biorące udział:
- HC Bolzano (gospodarz)
- Coventry Blaze
- HK Maribor
- Dunaújvárosi Acélbikák (zwycięzca grupy C)

Tabela
Lp. = lokata, M = liczba rozegranych spotkań, W = Wygrane, WpD = Wygrane po dogrywce lub karnych, PpD = Porażki po dogrywce lub karnych, P = Porażki, G+ = Gole strzelone, G- = Gole stracone, Pkt = Liczba zdobytych punktów
| Lp. | Zespół                 | M | Pkt | W | WpD | PpD | P | G + | G - | +/- |
| --- | ---------------------- | - | --- | - | --- | --- | - | --- | --- | --- |
| 1   | HC Bolzano             | 3 | 9   | 3 | 0   | 0   | 0 | 10  | 4   | +6  |
| 2   | Coventry Blaze         | 3 | 6   | 2 | 0   | 0   | 1 | 12  | 8   | +4  |
| 3   | HK Maribor             | 3 | 3   | 1 | 0   | 0   | 2 | 8   | 12  | -4  |
| 4   | Dunaújvárosi Acélbikák | 3 | 0   | 0 | 0   | 0   | 3 | 8   | 14  | -6  |

Mecze
| 21 listopada 2008 | Coventry Blaze | 6:3 | HK Maribor | Palaonda, Bolzano |

| Godzina: 16:00 | J. Weaver 08:48 (PP) J. Weaver 10:15 (PP) S. Kelman 13:53 (EQ) T. Watkins 27:59 (EQ) S. Deschatelets 37:29 (EQ) R. Cowley 48:45 (SH) | (3:1, 2:0, 1:2) | 16:53 (EQ) M. Kralj 44:42 (PP) M. Kralj 49:31 (PP) M. Kovačič | Widzów: 500 Sędzia główny: Peter Grecko Sędziowie liniowi: Jakob Grumsen |

| 21 listopada 2008 | Dunaújvárosi Acélbikák | 2:5 | HC Bolzano | Palaonda, Bolzano |

| Godzina: 19:30 | L. Tőkési 02:54 (PP) N. Galanisz 57:02 (PP) | (1:2, 0:2, 1:1) | 04:12 (PP) N. DiCasmirro 06:49 (PP) C. Walcher 35:30 (PP) R. Ramoser 36:09 (EQ) K. Corupe 54:34 (EQ) E. Dorigatti | Widzów: 2150 Sędzia główny: Alfred Hascher Sędziowie liniowi: Karol Popovic |

| 22 listopada 2008 | Dunaújvárosi Acélbikák | 4:6 | Coventry Blaze | Palaonda, Bolzano |

| Godzina: 16:00 | P. Misál 11:20 (EQ) N. Galanisz 21:58 (PP) N. Galanisz 42:16 (EQ) V. Papp 58:31 (PP) | (1:4, 1:1, 2:1) | 02:06 (EQ) C. Lewis 04:47 (EQ) D. Carlson 08:50 (PP) R. Cowley 11:44 (EQ) C. Leclair 33:22 (EQ) C. Lewis 46:44 (EQ) B. Moore | Widzów: 620 Sędzia główny: Jakob Grumsen Sędziowie liniowi: Alfred Hascher |

| 22 listopada 2008 | HC Bolzano | 4:2 | HK Maribor | Palaonda, Bolzano |

| Godzina: 19:30 | K. Corupe 03:14 (EQ) L. Ansoldi 03:51 (EQ) J. Pittis 13:16 (PS) J. Pittis 29:33 (PP) | (3:1, 1:1, 0:0) | 06:23 (PP) M. Kralj 33:01 (EQ) A. Burnik | Widzów: 2650 Sędzia główny: Peter Grecko Sędziowie liniowi: Karol Popovic |

| 23 listopada 2008 | HK Maribor | 3:2 | Dunaújvárosi Acélbikák | Palaonda, Bolzano |

| Godzina: 16:00 | J. Stopar 10:43 (PP) M. Kovačič 12:05 (EQ) R. Ciglenečki 24:10 (PP) | (2:1, 1:1, 0:0) | 10:20 (SH) I. Peterdi 20:47 (PP) I. Peterdi | Widzów: 370 Sędzia główny: Peter Grecko Sędziowie liniowi: Alfred Hascher |

| 23 listopada 2008 | HC Bolzano | 1:0 | Coventry Blaze | Palaonda, Bolzano |

| Godzina: 19:30 | R. Ramoser 14:42 (PP) | (1:0, 0:0, 0:0) |  | Widzów: 3150 Sędzia główny: Jakob Grumsen Sędziowie liniowi: Karol Popovic |

## Finał
Mecze finałowe odbyły się w dniach 16–18 stycznia 2009 w Rouen we Francji.
Drużyny biorące udział:
- Dragons de Rouen (gospodarz)
- MHC Martin
- HK Keramin Mińsk (zwycięzca grupy D)
- HC Bolzano (zwycięzca grupy E)

Tabela
Lp. = lokata, M = liczba rozegranych spotkań, W = Wygrane, WpD = Wygrane po dogrywce lub karnych, PpD = Porażki po dogrywce lub karnych, P = Porażki, G+ = Gole strzelone, G- = Gole stracone, Pkt = Liczba zdobytych punktów
| Lp. | Zespół           | M | Pkt | W | WpD | PpD | P | G + | G - | +/- |
| --- | ---------------- | - | --- | - | --- | --- | - | --- | --- | --- |
| 1   | MHC Martin       | 3 | 6   | 2 | 0   | 0   | 1 | 16  | 9   | +7  |
| 2   | Dragons de Rouen | 3 | 6   | 2 | 0   | 0   | 1 | 12  | 11  | +1  |
| 3   | HC Bolzano       | 3 | 6   | 2 | 0   | 0   | 1 | 13  | 9   | +4  |
| 4   | HK Keramin Mińsk | 3 | 0   | 0 | 0   | 0   | 3 | 6   | 18  | -12 |

Mecze
| 16 stycznia 2009 | MHC Martin | 5:1 | HK Keramin Mińsk | Île Lacroix, Rouen |

| Szczegóły      | Szczegóły                                                                                             | Szczegóły       | Szczegóły            | Szczegóły                                                                       |
| -------------- | --- | --------------- | -------------------- | ------------------------------------------------------------------------------- |
| Godzina: 14:00 | P. Klepáč 20:28 (EQ) L. Havel 35:56 (PP) I. Dornič 39:37 (EQ) M. Beran 50:05 (EQ) M. Macho 59:56 (EQ) | (0:1, 3:0, 2:0) | 07:18 (EQ) A. Glebow | Widzów: 1752 Sędzia główny: Thomas Berneker Sędziowie liniowi: Tuomo Sorakangas |

| 16 stycznia 2009 | Dragons de Rouen | 1:3 | HC Bolzano | Île Lacroix, Rouen |

| Szczegóły      | Szczegóły                | Szczegóły       | Szczegóły                                                          | Szczegóły                                                                     |
| -------------- | ------------------------ | --------------- | ------------------------------------------------------------------ | ----------------------------------------------------------------------------- |
| Godzina: 20:00 | J. Desrosiers 35:08 (PP) | (0:2, 1:1, 0:0) | 01:30 (EQ) C. Walcher 13:49 (EQ) A. Egger 36:11 (EQ) C. Borgatello | Widzów: 2747 Sędzia główny: Aleksiej Rawodin Sędziowie liniowi: Viktor Trilar |

| 17 stycznia 2009 | HC Bolzano | 3:7 | MHC Martin | Île Lacroix, Rouen |

| Szczegóły      | Szczegóły                                                        | Szczegóły       | Szczegóły | Szczegóły                                                                       |
| -------------- | ---------------------------------------------------------------- | --------------- | --- | ------------------------------------------------------------------------------- |
| Godzina: 16:30 | R. Jardine 16:16 (PP) K. Corupe 29:09 (PP) S. Durdins 33:49 (PP) | (1:2, 2:3, 0:2) | 04:20 (EQ) M. Beran 11:18 (PP) P. Klepáč 21:29 (PP) L. Havel 31:09 (PP) A. Drgoň 35:01 (PP) P. Klepáč 42:20 (SH) M. Beran 58:48 (EQ) M. Čech | Widzów: 2245 Sędzia główny: Thomas Berneker Sędziowie liniowi: Aleksiej Rawodin |

| 17 stycznia 2009 | HK Keramin Mińsk | 4:6 | Dragons de Rouen | Île Lacroix, Rouen |

| Szczegóły      | Szczegóły                                                                              | Szczegóły       | Szczegóły | Szczegóły                                                                       |
| -------------- | -------------------------------------------------------------------------------------- | --------------- | --- | ------------------------------------------------------------------------------- |
| Godzina: 20:00 | J. Fajkow 23:11 (EQ) T. Suursoo 26:49 (PP) J. Kurilin 29:01 (PP) A. Żydkich 38:08 (EQ) | (0:2, 4:0, 0:4) | 07:46 (PP) J. F. David 12:37 (EQ) M. A. Thinel 42:15 (PP) M. A. Thinel 43:34 (EQ) M. Peltola 47:07 (EQ) M. A. Thinel 59:56 (EN) É. Doucet | Widzów: 2747 Sędzia główny: Antonin Jerabek Sędziowie liniowi: Tuomo Sorakangas |

| 18 stycznia 2009 | HK Keramin Mińsk | 1:7 | HC Bolzano | Île Lacroix, Rouen |

| Szczegóły      | Szczegóły             | Szczegóły       | Szczegóły | Szczegóły                                                                     |
| -------------- | --------------------- | --------------- | --- | ----------------------------------------------------------------------------- |
| Godzina: 16:00 | A. Żydkich 19:50 (EQ) | (1:4, 0:4, 0:0) | 04:10 (EQ) J. Schaafsma 06:42 (EQ) R. Ramoser 09:35 (PP) J. Olson 27:04 (EQ) R. Jardine 30:33 (EQ) E. Dorigatti 33:56 (EQ) J. Schaafsma 36:52 (PP) J. Schaafsma | Widzów: 2280 Sędzia główny: Tuomo Sorakangas Sędziowie liniowi: Viktor Trilar |

| 18 stycznia 2009 | Dragons de Rouen | 5:4 | MHC Martin | Île Lacroix, Rouen |

| Szczegóły      | Szczegóły | Szczegóły       | Szczegóły                                                                       | Szczegóły                                                                       |
| -------------- | --- | --------------- | ------------------------------------------------------------------------------- | ------------------------------------------------------------------------------- |
| Godzina: 19:30 | J. Desrosiers 10:24 (SH) M. A. Thinel 14:37 (PP) L. Tarantino 30:23 (EQ) O. Bouchard 40:45 (PP) M. A. Thinel 59:11 (PP) | (2:1, 1:2, 2:1) | 16:41 (PP) L. Havel 27:12 (PP) L. Havel 33:39 (PP) D. Appel 52:16 (EQ) L. Havel | Widzów: 2747 Sędzia główny: Antonin Jerabek Sędziowie liniowi: Aleksiej Rawodin |

Nagrody
W turnieju finałowym przyznano nagrody indywidualne:
- Najlepszy bramkarz turnieju:  Vlastimil Lakosil (Martin)
- Najlepszy obrońca turnieju:  Christian Borgatello (Bolzano)
- Najlepszy napastnik turnieju:  Marc-André Thinel (Rouen)
- Najskuteczniejszy zawodnik turnieju:  Marc-André Thinel (Rouen),  Lukáš Havel (Martin) - obaj po 7 punktów (5 goli i 2 asysty)